# Municipio de Princeton (Illinois)
El municipio de Princeton (en inglés: Princeton Township) es un municipio ubicado en el condado de Bureau en el estado estadounidense de Illinois. En el año 2010 tenía una población de 9331 habitantes y una densidad poblacional de 98,39 personas por km².

## Geografía
El municipio de Princeton se encuentra ubicado en las coordenadas 41°21′45″N 89°27′9″O / 41.36250, -89.45250. Según la Oficina del Censo de los Estados Unidos, el municipio tiene una superficie total de 94.84 km², de la cual 94.77 km² corresponden a tierra firme y (0.07%) 0.07 km² es agua.

## Demografía
Según el censo de 2010, había 9331 personas residiendo en el municipio de Princeton. La densidad de población era de 98,39 hab./km². De los 9331 habitantes, el municipio de Princeton estaba compuesto por el 96.37% blancos, el 0.55% eran afroamericanos, el 0.25% eran amerindios, el 1.09% eran asiáticos, el 0.04% eran isleños del Pacífico, el 0.65% eran de otras razas y el 1.05% pertenecían a dos o más razas. Del total de la población el 2.65% eran hispanos o latinos de cualquier raza.